# Pinheiro da Bemposta, Travanca e Palmaz
Pinheiro da Bemposta, Travanca e Palmaz (oficialmente: União das Freguesias de Pinheiro da Bemposta, Travanca e Palmaz) é uma freguesia portuguesa do município de Oliveira de Azeméis, com 32,76 km² de área e 6735 habitantes (censo de 2021). A sua densidade populacional é 205,6 hab./km².

## História
Foi constituída em 2013, no âmbito de uma reforma administrativa nacional, pela agregação das antigas freguesias de Pinheiro da Bemposta, Travanca e Palmaz.

## Demografia
A população registada nos censos foi:
| Distribuição da População por Grupos Etários | Distribuição da População por Grupos Etários | Distribuição da População por Grupos Etários | Distribuição da População por Grupos Etários | Distribuição da População por Grupos Etários | Distribuição da População por Grupos Etários |
| -------------------------------------------- | -------------------------------------------- | -------------------------------------------- | -------------------------------------------- | -------------------------------------------- | -------------------------------------------- |
| Antes da agregação                           |                                              |                                              |                                              |                                              |                                              |
| Ano                                          | 0-14 anos                                    | 15-24 anos                                   | 25-64 anos                                   | >= 65 anos                                   | Total                                        |
| 2001                                         | 1343                                         | 1080                                         | 4059                                         | 1047                                         | 7529                                         |
| 2011                                         | 1004                                         | 877                                          | 4024                                         | 1302                                         | 7207                                         |
| Após a agregação                             |                                              |                                              |                                              |                                              |                                              |
| Ano                                          | 0-14 anos                                    | 15-24 anos                                   | 25-64 anos                                   | >= 65 anos                                   | Total                                        |
| 2021                                         | 756                                          | 679                                          | 3734                                         | 1566                                         | 6735                                         |